# Mistrzostwa Świata Juniorów w Saneczkarstwie 1988
4. Mistrzostwa Świata Juniorów w saneczkarstwie 1988 odbyły się we włoskim Olang. Rozegrane zostały trzy konkurencje: jedynki kobiet, jedynki mężczyzn oraz dwójki mężczyzn. W tabeli medalowej najlepsi byli gospodarze imprezy, Włosi.

## Wyniki

### Jedynki kobiet
| Medal | Zawodniczka          | Narodowość | Czas | Strata |
| ----- | -------------------- | ---------- | ---- | ------ |
|       | Gerda Weissensteiner | Włochy     |      |        |
|       | Dana Riedl           | NRD        |      |        |
|       | Swietłana Wargas     | ZSRR       |      |        |

### Jedynki mężczyzn
| Medal | Zawodnik               | Narodowość | Czas | Strata |
| ----- | ---------------------- | ---------- | ---- | ------ |
|       | Kurt Brugger           | Włochy     |      |        |
|       | Wilfried Huber         | Włochy     |      |        |
|       | Gerhard Plankensteiner | Włochy     |      |        |

### Dwójki mężczyzn
| Medal | Zawodnicy                   | Narodowość        | Czas | Strata |
| ----- | --------------------------- | ----------------- | ---- | ------ |
|       | Marco Ernst/Olaf Paschold   | NRD               |      |        |
|       | Jason Mully/Lance Kirley    | Stany Zjednoczone |      |        |
|       | Kurt Brugger/Wilfried Huber | Włochy            |      |        |

## Klasyfikacja medalowa
| Miejsce | Państwo           |   |   |   | Razem |
| ------- | ----------------- | - | - | - | ----- |
| 1.      | Włochy            | 2 | 1 | 2 | 5     |
| 2.      | NRD               | 1 | 1 | 0 | 2     |
| 3.      | Stany Zjednoczone | 0 | 1 | 0 | 1     |
| 4.      | ZSRR              | 0 | 0 | 1 | 1     |